# American Football Conference Championship Game

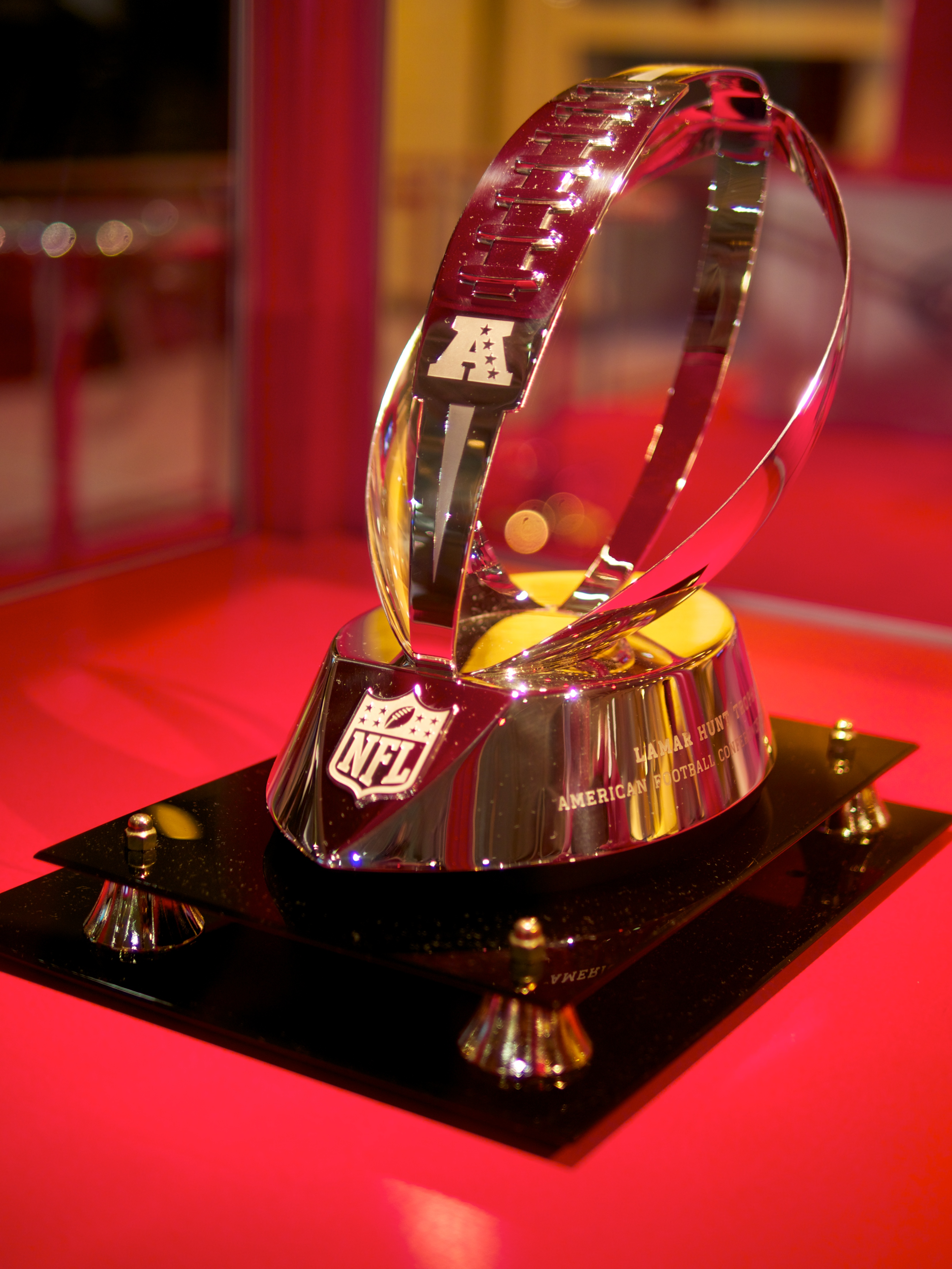
O Troféu Lamar Hunt.

A American Football Conference (AFC) Championship Game é uma das duas semifinais dos playoffs da National Football League, a maior liga professional de futebol americano nos Estados Unidos. A partida é realizada no penúltimo domingo em Janeiro e determina o campeão da American Football Conference. O vencedor então avança para enfrentar o vencedor da NFC Championship Game no Super Bowl.
Desde 1984, cada vencededor do AFC Championship Game também recebe o Troféu Lamar Hunt, nomeado em homenagem ao fundador da American Football League (AFL) e líder por um longo tempo dos Kansas City Chiefs.